# 洛杉矶快船
洛杉磯快艇（英語：Los Angeles Clippers），是一支位於美國加利福尼亞州洛杉磯郡英格爾伍德的NBA籃球隊，分屬於西區的太平洋組，其主場為直覺巨蛋（Intuit Dome）。球隊在1970年成立於水牛城，於1978年遷至聖地牙哥，於1984年再遷至洛杉磯。2024年搬遷至洛杉磯市隔壁的英格爾伍德，但仍屬洛杉磯郡而未有隊名更動。

## 歷史

### 水牛城勇士（1970年–1978年）
洛杉矶快船隊成立於1970年，當時名為水牛城勇士。
1973-76年連續三個球季進軍季後賽。前兩季在首輪分別以2勝4敗被波士頓塞爾提克和3勝4敗被子彈淘汰，第三季首輪以2勝1敗淘汰費城76人，但最後仍以2勝4敗不敵波士頓塞爾提克。
1970-71年赛季，作为布法罗勇敢者队的第一任老板，保罗·斯奈德给球队指派NBA历史巨星多尔夫·谢伊斯来作为勇敢者队第一个赛季的教练。但球队成员的组成是杂乱无章的，包括来自芝加哥公牛队场均4.3分的6尺8英寸的中锋鲍勃·考夫曼；场均2.6分的来自于尼克斯队的前锋唐·梅；洛杉矶湖人队的后卫埃尔多·加莱特；来自凯尔特人队的埃梅特·布莱恩特；还有从普林斯顿大学毕业的新秀前锋约翰·哈莫。
在这个赛季，球队以22胜60负的戰績以及在大西洋赛区敬陪末座的战绩结束1970年-71年处子赛季。但勇敢者队的第一个赛季培养出一对场均得分20+球员，分别是鲍勃·考夫曼（20.4）和唐·梅（20.2）。其中这是唐·梅7年职业生涯中唯一一个得分上双的赛季。
1971-72赛季，勇敢者队的第二个赛季迎来了两位名叫史密斯的新秀球员，分别是中锋埃尔摩尔·史密斯，其的新秀赛季就依靠场均15.2个篮板名列联盟第6，同时每场还能贡献17.3分；另外一名则是在前锋位置上贡献场均13.4分的兰迪·史密斯。球队同时还从亚特兰大老鹰队得到一名拥有7年经验的沃尔特·哈扎德，为勇敢者队奉献了自己最后一个完整的赛季，哈扎德能得到场均15.8分的同时还能贡献全队最高的5.6次助攻。在这个赛，勇敢者队的整体表现依旧疲软，场均得分（102.2）位列联盟倒数第一，场均助攻数量也排在倒数第二，取得22胜60负的战绩结束第二个赛季。
1972-73年赛季，勇敢者队得到了最引以为自豪的球员鲍勃·迈卡杜，不过光憑迈卡杜一个人完全不能改变勇敢者队的窘境。在新教练杰克·拉姆塞的指挥下勇敢者队反而比1971-72赛季的战绩还退步了1场，只有21胜。而更可笑的是：勇敢者队的21场胜利中，有7场是从可怜的9胜73负的费城76人身上得到的。但队中迈卡杜在处子赛季中贡献场均18.0分和9.1个篮板。赛季结束的时候被授予当年最佳新秀的荣誉。
1973-74赛季，布法罗勇敢者队成为了联盟最大的黑马，球队作出了赌博性的交易，把年轻的中锋埃尔摩尔·史密斯交易到湖人队，得到在之前两个赛季至少场均贡献18分的标准小前锋吉姆·麦克米利安。这笔交易让教练拉姆塞解放麦卡杜到了中锋的位置。同时球队在大前锋的位置上补充加菲尔德·赫德，在控球后卫的位置上得到了新秀厄尼·迪格雷高里奥。
在这个赛季，布法罗勇敢者队刷出42胜40负的出色战绩并历史上第一次打进季后赛。鲍勃·迈卡杜以场均30.6分荣膺年度得分王，而场均15.1个篮板则名列联盟第3。厄尼·迪格雷高里奥凭借场均8.2次助攻的表现成为球队的第二位最佳新秀。在季后赛首轮面对的是强大的豪门波士顿，在前4场双方各胜两场的情况下，经验更加丰富的凯尔特人连续拿下了第5场和第6场并赢得了最终胜利。
1974-75赛季，布法罗勇敢者队在与伤病的抗争中蹒跚前进，而这并没有阻止球队在1973年的辉煌上续写光荣篇章。三位球队的关键球员分别遭遇了不同程度的伤病侵袭：加菲尔德·赫德缺赛15场，吉姆·麦克米利安也离开了20场比赛，而厄尼·迪格雷高里奥则直接缺席51场比赛。但是由于迈卡杜依旧在中锋位置上表现出色，布法罗勇敢者仍旧被视为一支不可小觑的进攻球队。球队最终以49胜33负的战绩结束常规赛并位列大西洋赛区第2名。在季后赛中继续前进，并在东区的半决赛中3-4的总比分负于子弹队。

### 聖地牙哥快艇（1978年–1984年）
1978年-1984年遷至聖地牙哥，改名聖地牙哥快艇。
快艇隊首季以沃爾德·B·弗里作為進攻核心（場均28.9分排名聯盟第二），取得43勝39敗的戰績，離季後賽僅兩場勝差。快艇隔年雖簽下明星中鋒比爾·華頓作為補強，華頓卻飽受傷病困擾（1980至1982賽季因左腳骨折連續兩季報銷），快艇隊因此表現掙扎，其後的數個賽季勝率皆不到五成。

### 洛杉磯快艇（1984年–）
1981年，唐納·史特林（Donald Sterling）以1250萬美元買下NBA聖地牙哥快艇，三年後將球隊搬遷到洛杉磯。
1984年再遷至洛杉磯至今，並且改名洛杉磯快艇。被由於時任老闆唐纳德·斯特林對於球隊預算錙銖必較，因此儘管多次獲得潛力球星加盟，也無法長期留在隊上。基於這個原因，該隊整體來說表現普遍不佳，隊史只有8次NBA季後賽紀錄。在1991~1992年球季(Doc Rivers從亞特蘭大轉戰洛杉磯)首輪2勝3負被爵士隊淘汰、1992~1993年(Doc Rivers從洛杉磯轉戰紐約)首輪2勝3負被火箭隊淘汰，1996年更是被爵士隊直落3橫掃。

#### 起伏（2001年–2011年）

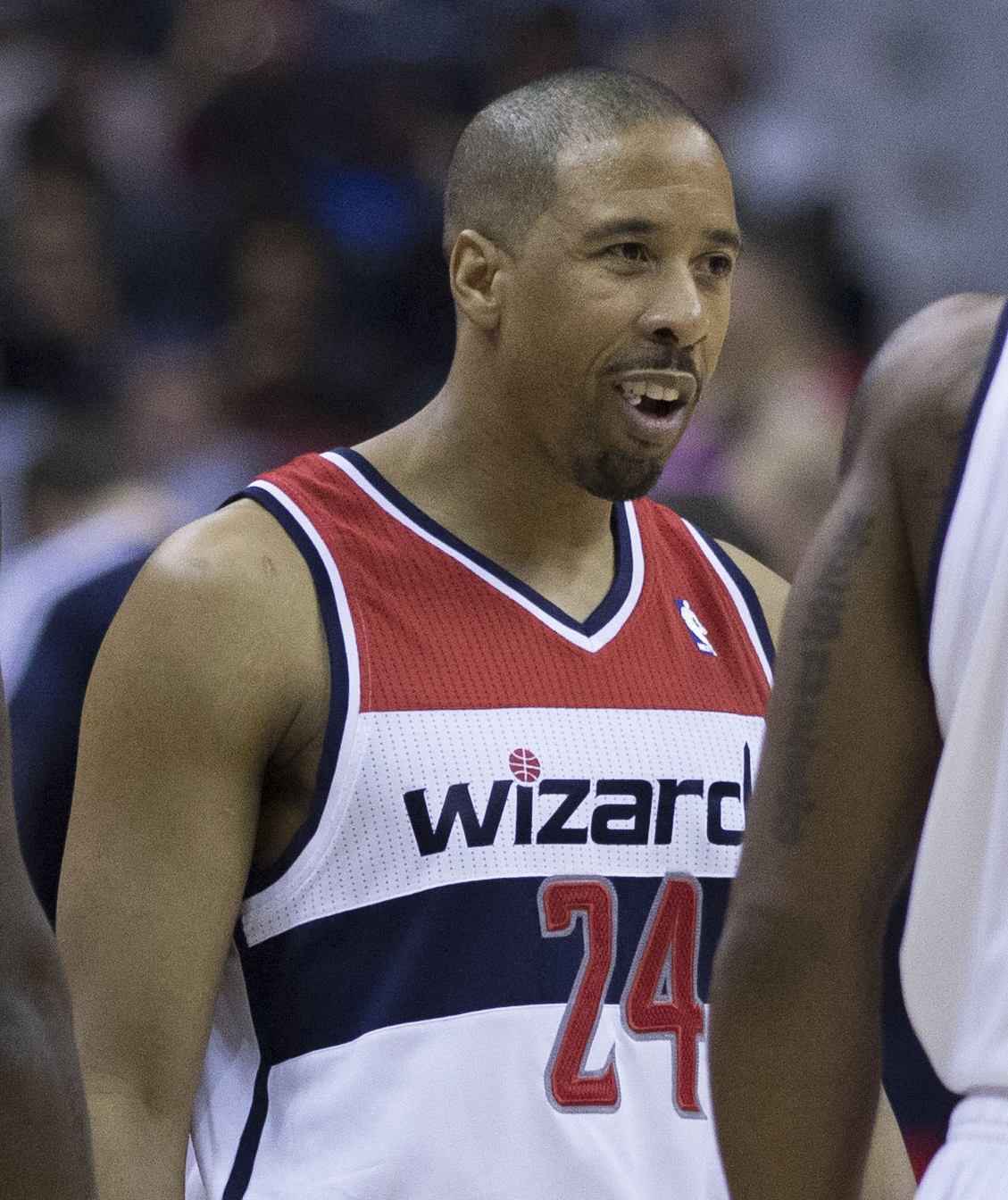
安德烈·米勒

2001-02年赛季开赛前，快船用榜眼秀泰森·钱德勒与公牛达成交易，得到了大前锋埃尔顿·布兰德。在2001-02赛季，当常规赛还剩下一个月的时候，球队的胜率已经恢复到百分之五十以上，升为主教练的约翰逊放弃墨守成规的阵地打法，重新高树起的跑轰大旗。但在4月的3胜13负让快船队學到教训，快船最终的战绩是39胜43负，依然无缘季后赛。
随后的2002-03年和2003-04年两个赛季，由于身体太过瘦弱且总是遭受伤病困扰的达柳斯·迈尔斯被送到了克里夫兰骑士，换来助攻王安德烈·米勒，补强首发控球后卫位置。可是米勒的到来也没有为球队带来立竿见影的效果，赛季中段拉玛尔·奥多姆的受伤，前期科里·马盖蒂和埃尔顿·布兰德的伤病等等让主力球员的缺阵总和达到了293场。受到伤病困扰而又缺乏团队化学反应的快船在取代约翰逊出任主教练的阿尔文·簡崔指挥下仅仅取得27胜55负的战绩。
2003-04赛季，虽然在首轮第六位挑选中锋克里斯·卡曼，却并没能改变整支球队的情況。因为进入21世纪后选择了过多的首轮新秀，使斯特林和贝勒必须在这么多有前途的新人中有选择地续约。最终，安德烈·米勒、拉马尔·奥多姆、迈克尔·奥洛沃坎迪和在球队历史上效力时间最长的老将埃里克·皮亚考斯基都未获续约离开球队，一切都是为了以8220万合同留住埃尔顿·布兰德。在这个赛季，快船队的战绩仅为28胜54负。
2004-05赛季，着手重塑球队攻防体系的前开拓者前锋群战术的运用者老邓利维领导的球队改革初见成效，当年挑选的第四号新秀肖恩·利文斯顿随着两位杜克學長合作，再度恢复到阵地与快攻相结合战术的快船爆发出雄厚的战力。在这个赛季全联盟的最快进步球员鲍比·西蒙斯，场均可以为球队贡献16分6个篮板和3次助攻，最大程度的弥补了放走理查德森的损失。最后快船队以37胜45负结束常规赛，但与季后赛再次仅仅差一步之遥。
2005-06球季，埃爾頓·布蘭德帶領球隊打出47勝35敗的成績，先以4勝1負淘汰金塊並且首度打進西區準決賽，只不過以3勝4負不敵鳳凰城太陽。但是隔年因為傷兵因素，再度無緣季後賽。
2012年快艇自11月29日至12月30日創下隊史最佳17連勝及12月份全勝，直到1月2日面對金塊才以78比92中斷17連勝。

#### 空接之城（2011年–2017年）
2011-12球季，控衛克里斯·保羅加盟，與状元布雷克·格里芬以及德安德魯·喬丹的組合，使快艇獲得空接之城(Lob City)的外號，球隊也因此順利重返季後賽。快艇首輪4:3淘汰灰熊，但在西區準決賽被馬刺直落4橫掃。
2012-13球季，快艇以太平洋組冠軍、第4種子再度進入季後賽，首輪碰上去年對手灰熊，儘管快艇在系列戰先取得2連勝，但遭到灰熊賞了記4連敗而結束季後賽。
2013年5月21日球隊不與主教練維尼·德納格羅續約。2013年6月24日，為了加強防守，快艇以一個不受保護的2015年NBA首輪選秀權交易主打普林斯頓戰進攻波士頓凱爾特人主教練道格·里弗斯。次日，於2013年6月25日，里弗斯擔任快艇新任總教練，里弗斯離開他與凱爾特人的合約加盟快船，洛杉磯成交兩個未來選秀第1輪選秀中，除了反霸王條款防止快艇和凱爾特人從事進一步的交易彼此之間包括球員的交換持續時間2013-14賽季。2014年3月6日快艇面對同城宿敵湖人上半場攻下73分，終場以142比94擊敗湖人，142分也是快艇隊史新高。
2013-14球季，快艇連莊太平洋組冠軍，並以第3種子再度進入季後賽，第一輪碰上金州勇士。然而此時快艇老闆唐納德·斯特林在與女友的爭執中，發表了對黑人極為歧視的言論，他指責女友上傳與魔術強森的合照，並說出“你可以帶黑人回家，甚至與他們上床，但我不希望妳與黑人公開露面，更不希望你帶他們去我的球場。”而女友反問“你知道有許多黑人在為你打球嗎？”他竟然回答“我養黑人，給他們薪水，他們的一切都是我賜予的”，這件事驚動全世界，時任美國總統歐巴馬、退役球員麥可·喬丹，以及當事人魔術強森都公開譴責，快艇球員也非常憤怒，第二戰開始全員球衣反穿，穿戴黑色護腕，表達不滿；之後的比賽，快艇無法甩開勇士的追擊，直到第7戰最終才以126比121擊敗對手，晉級下一輪。西區準决赛碰上雷霆，但以2比4遭擊沉於季後賽航道上。
快艇在2014年暑假將唐納德·斯特林掃地出門。雖然唐納德·斯特林強硬拒絕，但聯盟一一祭出強硬的制裁措施，打算讓所有快艇球員全數出清給其他29隊競逐。里弗斯更放話拒絕繼續待在唐納德·斯特林的快艇任教。美國加州高等法院在2014年7月27日判唐納德·斯特林敗訴，Shelly Sterling（Donald Sterling的老婆）和前微軟執行長史蒂夫·巴爾默的快艇交易案成立。8月13日，巴爾默成功收購洛杉磯快艇，成為球隊新任老闆。
2014-15球季，快艇56勝26敗，在西區排名第三、太平洋組排名第二，加上四月份七戰全勝和總教練里弗斯執教生涯700勝。季後賽首輪以4比3打敗衛冕冠軍聖安東尼奥馬刺晉級下一輪。但在第2輪，快艇在3：1領先下，卻被西南組龍頭休士頓火箭连胜三场晉級西區冠軍賽，其中第六戰第三節後段開啟的40-15逆轉，成為系列賽的轉捩點，連續兩季都在西區半決賽淘汰，无缘西部决赛。
快艇在2015年夏天除了留下德安德魯·喬丹，還從火箭挖來喬許·史密斯、從巫師找來保罗·皮尔斯。並拿馬特·班尼斯當籌碼，從夏洛特黃蜂換來兰斯·史蒂芬森。季中交易，快艇送走兰斯·史蒂芬森，換回灰熊杰夫·格林。
2016年3月27日，快艇以105比90擊敗金塊，拿下西區第4張季後賽門票，連續5季闖進季後賽。西區第4種子的快艇第一輪面對波特蘭拓荒者。快艇在主場取得2比0領先後，遭到拓荒者上演讓二追四逆轉直接擊沉。其中系列賽第四戰，快艇以84比98輸球，第3節保羅手掌骨折退場，此役沒再回到場上。布雷克·葛里芬也因為腿傷，本季宣告報銷。
2016-17球季，快艇以14勝2負創下隊史最佳開季成績，但之後又開始不穩定，雖然還在西區前4，但快艇本季傷情不斷，從前鋒葛里芬到控衛保羅，射手瑞迪克也曾因左大腿筋疼痛高掛免戰牌。2017年3月25日，快艇主場迎戰爵士，以108比95擊敗爵士，拿下西區第4張季後賽門票，連續6季殺進季後賽，在第一輪對決猶他爵士，最終在第七場落敗。

#### 威廉斯與平民軍團（2017年—2019年）
2017年7月，快艇把保羅交易到火箭，換取火箭路·威廉姆斯、派屈克·貝佛利、山姆·戴克等7人和2018首輪選秀籤，另外也找來米洛什·特奥多西奇。管理階層方面，快艇除去里弗斯籃球營運總裁的職位，使他專注在教練職務上，由Lawrence Frank承接此位，並擔任新任總管。2018年1月，快艇將大前鋒布雷克·葛里芬、中鋒威利·瑞德、前鋒Brice Johnson和一枚第2輪選秀籤送給活塞，換得後衛艾弗里·布拉德利、前鋒托比亞斯·哈里斯、中鋒博班·馬揚諾維奇，以及一支首輪籤和一支次輪籤，然而即使進入重建期，快艇還是靠著團隊戰力，一路緊追著季後賽希望，期間西區第3～10名一度撲朔迷離，直到4月8日（第80場例行賽）在主场以115比134不敌丹佛金塊，確定無緣季後賽。
2018-19球季，快艇總管Michael Winger與76人的季中交易中送出哈里斯、Scott和馬揚諾維奇，換來Shamet、Chandler、Muscala、2020自家首輪、2021熱火首輪和兩個二輪，接著又送走Muscala，換來湖人的祖巴茲，同時從灰熊交易來蓋瑞特·坦普爾和JaMychal Green。3月26日，快艇客場以122比111擊敗灰狼，確定晉級季後賽。快艇以48勝34敗的成績，西區第8種子的身分前進季後賽，對上第1種子衛冕軍金州勇士。第二戰上演季後賽歷史上最大的31分逆轉。然而第6戰以110比129敗給勇士後，以2勝4敗遭到淘汰。

#### 快艇雙星 (2019年—2024年)
2019-20球季，2019年總決賽MVP科怀·伦纳德以3年1.03億和快艇簽約。此外快艇還與雷霆達成交易，得到小前鋒保罗·乔治，送出蓋里納利（Danilo Galllinari）和亞歷山大（Shai Gilgeous-Alexander），以及一個未保護選秀權、一個受保護選秀權以及兩個互換選秀權。2020年8月26日，NBA季後賽西區首輪第5戰，快艇以154比111擊敗獨行俠，154分刷新快船队史单场得分纪录，也是季后赛历史单场得分第三高纪录。9月12日，NBA季後賽西區次輪第5戰，已經取得3比1聽牌優勢的快艇以106比111遭到金塊逆轉，第6戰快艇以98比111再度遭到金塊逆轉，最終快艇在第7戰以89比104落敗再度系列賽遭到逆轉，尤其決勝節雙星陷入進球荒。再次無緣晉級西區冠軍賽，成為金塊連兩輪1-3逆轉的陪襯者，「西決地板」逐漸成為快船無法突破的魔咒。9月28日，快船主教练道格·里弗斯离开快船，不再担任球队主教练。
2020-21賽季，2020年10月15日球隊與首席助理教練泰伦·卢簽下五年合約擔任快艇總教練。不久前才被交易到快艇的莱昂纳德，還沒正式為球隊打過一場例行賽，快艇就決定將他視為未來球隊計畫的一部分。根據報導，快艇將和莱昂纳德提前續約四年6400萬美元。而球員保罗·乔治亦以4年1.9億元的價格和快艇續約。與此同時，原多倫多暴龍隊塞爾吉·伊巴卡與快艇簽下2年1900萬合約。季中交易日截止前用路·威廉姆斯交換控衛拉簡·隆多。在賽季最後一日，快艇以輸給奧克拉荷馬雷霆來挑選季後賽的對手--達拉斯獨行俠隊，以西區第四的成績作收。
季後賽首輪，快艇苦戰七場才能擊敗獨行俠，下一輪將面對第1種子猶他爵士。
快艇雙星夾擊，莱昂纳德19投9中得到23分7籃板3助攻，喬治17投僅4中，拿下20分10籃板2助攻；莫里斯14投4中，9分3籃板，犯滿離場的傑克森進帳9分3助攻。替補的肯納德9投7中包括4記三分球，高效率拿下18分，不過他在防守端也成了被狙擊的對象；祖巴茲11分6籃板3助攻3阻攻，拉簡·朗多5分6助攻5籃板，浪費前兩節領先13分的優勢，以109比112遭到爵士逆轉，吞下系列賽首敗。
第2戰快艇以111比117再輸給爵士，陷入系列賽0比2落後。
第3戰，快艇回到主場，喬治此戰砍下31分，加上莱昂纳德穩定貢獻全場最高34分、12籃板、5助攻，快艇末節甚至一度領先多達28分，最終就以132比106大勝，系列賽追成1比2。
到了第4戰，開賽快艇就靠著莱昂纳德、喬治雙星領軍，加上小莫里斯上半場狂砍22分帶動下，半場就以24分大幅領先爵士，最終在雷納德31分、7籃板、3助攻強勢領軍下，快艇以118比104擊敗爵士，在2連敗後主場強襲2連勝，系列賽追成2比2平手局面，但是此時傳來壞消息，莱昂纳德在第四節中斷切入造成膝蓋受傷，賽後診斷為右膝十字韌帶撕裂，恐缺席第五場之後的比賽。帶著壞消息回到鹽湖城，喬治一人狂砍37分，小莫里斯和傑克森分別挹注25分及22分，以及爵士下半場極差的3-24的外線手感，最終以119-111逆轉獲勝，拿下天王山之戰，系列賽3-2聽牌。
19日，快艇雖然少了莱昂纳德，且一度被爵士對領先至75-50，一共25分的分差，但是第三節靠著二輪新秀特倫斯·曼恩獨拿20分，帶領著快艇走出落後的頹勢，最後成功以131比119擊敗爵士隊。此役特倫斯·曼恩獨拿39分，帶領快艇成功突破51年未進西決的魔咒，最終西區決賽系列賽以2：4不敵西區冠軍鳳凰城太陽結束賽季。
2021-22賽季，由於灰狼127：121險勝聖安東尼奧馬刺，確定打附加賽對手是明尼蘇達灰狼。快艇前三節打完取得領先，末節被灰狼靠著D'Angelo Russell以及愛德華茲輪流跳出，加上對手手感冰冷的狀況下，終場以104比109敗給灰狼，將和紐奧良鵜鶘爭取最後一張季後賽門票。喬治賽前驚傳確診消息，但快艇仍能克服逆境，一度在第3節拉出20分逆轉攻勢，沒想到末節換鵜鶘如法炮製回以顏色，拉鋸戰中以101比105再次被翻盤，也錯失了季後賽的良機。
2022-23賽季，喬治因面對雷霆因受傷而確定剩下例行賽無法再打，加上球季最後一天西區排名還是非常激烈，只要贏球或輸球牽動整個西區排名，快艇非常爭氣以119：114險勝確定以西區第四種子晉級鳳凰城太陽，確定以西區第五晉級季後賽，將在2023年NBA季後賽首輪兩隊再次碰頭。
首輪季後賽G1，快艇與太陽激戰到末節最後一刻，雷納德三分球連進、加上威斯布魯克讀秒時刻的關鍵籃板和防守，讓快艇終場以115比110取勝，系列賽1比0領先。
第2戰，雖然莱昂纳德率快艇一路領先，到比賽進入第2節時，一度領先達到13分，但布克在第3節拿下18分，全場砍進38分，率太陽上演逆轉秀，以109比123敗仗，兩隊以1比1戰成平手。
第3戰，快艇又遭遇季後賽傷病潮，喬治、莱昂纳德全缺席，第3戰僅剩威斯布魯克一人領隊，面對完全體的太陽，威斯布魯克徹底燃燒狂砍30分、11助攻，差2籃板就締造大号三双，鮑威爾也轟出生涯新高的42分，但最終不敵轟45分的布克，終場124比129以5分差輸球，季後賽中陷入1比2落後。
系列賽開打時就少了喬治的快艇，最近2場比賽雷納德又因傷缺陣。第4戰，儘管威斯布魯克空砍全場最高37分，帶領快艇在比賽剩下7分11秒時都還只落後2分。但隨後太陽以一波9比0攻勢在比賽剩下2分58秒時拉開13分差距，此後快艇無力再追趕，快艇在主場以100比112敗給鳳凰城太陽，在季後賽首輪陷入1勝3敗戰績被聽牌。
第3節在太陽靠著布克暴砍25分，打出了一波50比24的猛攻，末節太陽雖能維持雙位數領先，不過在倒數5分鐘時快艇巴图姆、鮑威爾、曼恩等人快速出手並連續投進4顆三分，一口氣把雙方差距縮小到只有一個球權差，但之後快艇多次出現失誤，加上後續杜蘭特連切帶罰穩穩拿下4分，最終快艇就以130比136遭到太陽淘汰。
2023-24賽季，快艇例行賽最終成績為51勝31負，排名為西區第四，以四号种子晉級季後賽；季後賽首輪以2：4不敵西區第五達拉斯獨行俠，無緣次輪。
2024-2025賽季休賽期，球星保羅喬治轉隊至費城76人，威斯布魯克轉會至丹佛金塊，2023-2024賽季中四位球星如今只剩莱昂纳德和哈登兩人。
2024-25賽季，快艇例行賽最終成績為50勝32負，排名為西區第五，晉級季後賽；季後賽首輪以3：4不敵西區第四丹佛金塊，無緣次輪。

## 外部連結
- 官方網站 （页面存档备份，存于）